# Triptolemos

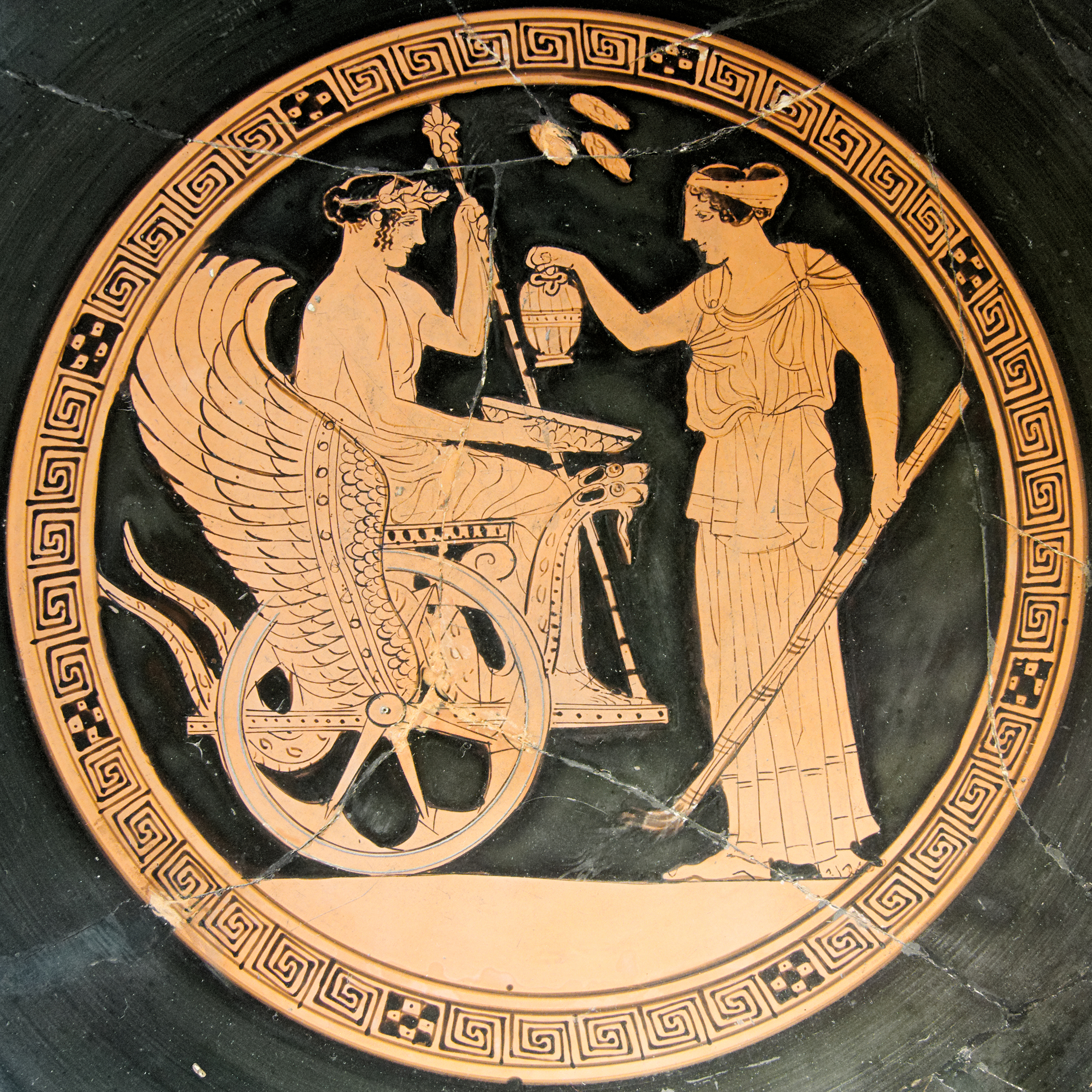
Triptolemos och Kore. Tondo från en attisk rödfigurig kopp, 470-460 f.Kr., hittad i Vulci.

Triptolemos var i grekisk mytologi en furste i Eleusis då gudinnan Demeter där lärde ut åkerbruket.